# Herb gminy Wąsosz (województwo podlaskie)
Herb gminy Wąsosz – symbol gminy Wąsosz.

## Wygląd i symbolika
Herb przedstawia na tarczy w polu błękitnym zielone trójwzgórze, a nad nim skaczącego w prawo złotego jelenia. Jest to historyczny herb miasta Wąsosz, nadany wraz z prawami miejskimi.